# Бой под Рашином (1794)
Бой под Рашином (польск. Bitwa pod Raszynem) — один из боёв во время восстания Костюшко, произошедший 10 июля 1794 года юго-западнее Варшавы.

## История
После поражения в битве под Щекоцинами польский главнокомандующий Тадеуш Костюшко фланговым маршем прошел через Кельце, Радом, Варки  и планировал дать генеральное сражение на подступах к Варшаве. С этой целью он проводил стратегию сдерживания прусско-русских войск по рубежам. С главными силами Костюшко расположился на линии по реке Мрове, которую 8 и 9 июля он поспешно укреплял. Мровская линия должна была обеспечить безопасное отступление Костюшко к столице. В это же время генерал-лейтенант Юзеф Зайончек, командовавший дивизией (7600 солдат), должен был занять оборонительную позицию к северу от Голькува, вблизи Пясечно, и сдерживать там российский корпус генерал-поручика И. Е. Ферзена. 
10 июля под Рашин подошёл прусский авангард под командованием генерала Гётца (4 батальона, 10 эскадронов и 8 конных орудий) с целью разведки неприятеля, который, по известиям, должен был там находиться. Однако Гётц обнаружил лишь небольшой наблюдательный польский корпус, который отступил после короткой канонады при приближении пруссаков, так как Тадеуш Костюшко, получивший сообщение об отступлении дивизии Юзефа Зайончека из-под Голькува, приказал всем польским войскам сосредоточиться для обороны Варшавы. Главные силы поляков отступили с левого берега Мровы в сторону Надажина. 
В час дня 11 июля прусский король Фридрих-Вильгельм II, бывший при войсках, получил от генерала Ферзена донесение, что казаки находятся в миле от Варшавы и не обнаружили противника. Это известие создало у него ошибочное представление, что Костюшко готов переправиться через Вислу у Праги, тем более, что, согласно полученным сообщениям, в Варшаве было построено большое количество понтонов. Поэтому король решил предпринять немедленные действия против Варшавы со своей армией. Он выступил двумя колоннами в 5 часов вечера и двинулся в направлении Рашина. В свою очередь, вечером 11 июля генерал Ферзен с русским корпусом направился к правому крылу прусских войск. Его авангард под командованием Денисова присоединился к прусскому авангарду и также расположился на высотах за Рашином. Объединенная русско-прусская армия 12 июля провела днёвку в лагере под Рашином.
Только сейчас союзники осознали, что Костюшко не вступит в решающую битву под Варшавой и будет ждать их нападения за укреплениями, создававшимися вокруг столицы с начала восстания. К 14 июля под Варшавой у поляков было сосредоточено 35 000 человек. 